# Il Y A Des Jours Comme Ca...
Az Il Y A Des Jours Comme Ca... című stúdióalbum a francia Reciprok nevű hiphopcsapat 1996-ban megjelent stúdióalbuma, melyről 3 kislemez látott napvilágot. Mindhárom dal slágerlistás helyezést ért el a francia kislemezlistákon, valamint az album is felkerült a francia albumlistára, a 42. helyre.
Az album mindhárom hanghordozón (LP, MC, CD) megjelent.

## Az album dalai
- A1	Il Y A Des Jours Comme Çà...	3:17
- A2	Kayse Et Sanders	4:08
- A3	Dans La Peau D'Un Autre	4:19
- A4	Préliminaire (Interlude)	1:08
- A5	Article 221-1	5:13
- A6	L'Engrenage...	2:59
- B1	Brisons Le Silence	4:55
- B2	Ça S'Dispute (Interlude)	0:49
- B3	Tchi Tcha	3:59
- B4	Balance Toi (Stan Smith Version)	3:28
- B5	La Routine (Interlude)	0:57
- B6	Libres Comme L'air	3:57
- B7	Tout A Changé	4:20
- B8	La Bass Kour (Interlude)	1:37